# Muurzwelmos
Het muurzwelmos (Scytinium turgidum) is een korstmos uit de familie Collemataceae. Het komt voor op steen en op de grond en leeft in symbiose met de alg Nostoc.

## Kemkerken

### Uiterlijke kenmerken
Het thallus is dik, gelobd en sterk gerimpeld bij droogte. De lobben meten (0,1-) 0,2 tot 1 mm. De bovenzijde donker olijf- of roodzwart, gerimpeld tot geplooid, vaak dicht korrelig isidiaat, de isidia 60-100 µm diameter. De apothecia zijn 0,5 tot 3 mm in diameter. De schijfjes zijn concaaf en worden naarmate ze ouder worden meer plat. 

### Microscopische kenmerken
Asci zijn 8-sporig, clavaat tot cilindrisch-clavaat en K/I+ (blauw op wand en apicale ring). De ascosporen ellipsvormig tot spoelvormg meestal met vier of vijf transversale septa en meten 25-32 × 10-12 µm.

## Verspreiding
In Nederland komt het muurzwelmos zeldzaam voor. Het is niet bedreigd en staat niet op de rode lijst.